# Ljubo Babić (slikar)
Ljubo Babić, hrvaški slikar, umetnostni kritik, umetnostni zgodovinar, scenograf, oblikovalec, profesor, akademik, * 1890, Jastrebarsko, † 1974, Zagreb.
Šolal se je na Hrvaškem, na Bavarskem in v Parizu. Velik vpliv nanj je imelo špansko slikarstvo (Goya in drugi), s katerim se je srečal med svojim potovanjem po Španiji. 
Bil je dolgoletni predavatelj in vodilni profesor za slikarstvo na Akademiji likovnih umetnosti v Zagrebu v prvi polovici 20. stoletja. Njegovi učenci so razvili hrvaško slikarstvo v različne smeri, ustanovili in razvili so slovensko akademijo likovnih umetnosti. Med slovenskimi učenci so posebej izstopali evropsko pomembni Zoran Mušič, Gabrijel Stupica, in Marij Pregelj. Bil je prijatelj Miroslava Krleže in eden vodilnih kulturnikov med obema vojnama v Zagrebu.
Bil je član Jugoslovanske akademije znanosti in umetnosti.